# Juri Knorr
Juri Knorr (Flensburgo, 9 maggio 2000) è un pallamanista tedesco, centrale dell'Aalborg e della nazionale tedesca.

## Palmares

### Club

#### Competizioni nazionali
- DHB-Cup: 1

2022-23

### Nazionale
- Olimpiadi

 Parigi 2024

### Individuale
- Campionato mondiale maschile di pallamano 2023: miglior giovane
- Campionato europeo maschile di pallamano 2024: miglior centrale
- Olimpiadi 2024: miglior centrale